# San Benito County
San Benito County er et amt beliggende i den vest-centrale del af den amerikanske delstat Californien. Hovedbyen i amtet er Hollister. I år 2010 havde amtet 55.269 indbyggere.
Amtet blev grundlagt i 1874 med dele fra Monterey County.

## Geografi
Ifølge United States Census Bureau er San Benitos totale areal på 3.602,0 km², hvoraf de 4,4 km² er vand. 

### Grænsende amter
- Santa Clara County - nord / nordvest
- Merced County - nordøst
- Fresno County - øst / sydøst
- Monterey County - sydvest / vest
- Santa Cruz County - nordvest

### Byer i San Benito
| - Hollister - San Juan Bautista - Aromas - Paicines - Tres Pinos - New Idria |